# Sessiliflorae
Sessiliflorae Kükenthal, 1915 è un sottordine di coralli alcionari dell'ordine Pennatulacea.

## Descrizione
Comprende i Pennatulacei i cui polipi si dipartono direttamente dal rachide centrale..

## Tassonomia
Il sottordine comprende le seguenti famiglie:
- Anthoptilidae Kölliker, 1880
- Funiculinidae Gray, 1870
- Kophobelemnidae Gray, 1860
- Protoptilidae Kölliker, 1872
- Umbellulidae Kölliker, 1880
- Veretillidae Herklots, 1858

Recenti studi filogenetici hanno evidenziato il carattere parafiletico di questo raggruppamento, mettendone in dubbio la validità.